# Marie Jo Barbier
Marie Jo Barbier (Tarragona, 1954) és una escriptora i psicòloga catalana d'origen francès. Va estudiar al Liceu Francès de Barcelona. Es va llicenciar en psicologia per la Universitat Autònoma de Barcelona. Va ampliar els seus estudis amb Pedagogia Terapèutica i més endavant amb Logopèdia a la mateixa Universitat. Al llarg de la seva trajectòria professional, ha dirigit i coordinat diversos centres d'educació especial. És autora de la novel·la Mogador i Otra Luz.